# 馬騰·范瑞奧
馬騰·范瑞奧（荷蘭語：Marten Van Riel，1992年12月15日—）是一名比利時男子鐵人三項運動員。

## 生平
范瑞奧出生於安特衛普省盧恩霍特。他參加了2016年夏季奧林匹克運動會鐵人三項比賽，並獲得第六名。2018年，他在2018年歐洲鐵人三項錦標賽男子個人和混合團體接力項目中獲得銅牌。他參加了2020年夏季奧林匹克運動會鐵人三項比賽，並獲得第四名。
2019年，他在中國武漢舉辦的2019年世界軍人運動會上贏得男子鐵人三項銀牌。
范瑞奧也參加超級聯賽鐵人三項。他在2021年的兩場超級聯賽鐵人三項競技場比賽中均奪冠。
2022年3月，范瑞奧贏得杜拜鐵人70.3比賽。他以3小時27分40秒完成賽事。

## 外部連結
- 馬騰·范瑞奧在World Triathlon（英语）
- 馬騰·范瑞奧在Institute for Applied Training Science (IAT)（英语）
- 馬騰·范瑞奧在Olympics.com（英语）
- 馬騰·范瑞奧在Olympedia（英语）
- 馬騰·范瑞奧在Team Belgium（荷兰语）